# Grotten van Folx-les-Caves
De grotten van Folx-les-Caves in Folx-les-Caves, een deelgemeente van Orp-Jauche in Waals-Brabant, zijn geen natuurlijk ontstane grotten maar galerijen die eeuwen geleden uitgehouwen werden als ondergrondse groeven.

Ze liggen op een gemiddelde diepte van 16 meter en beslaan ongeveer 6 hectare. Ze bestaan uit twee gangenstelsels genoemd de 'Caves Bodart' en de 'Caves Racourt', die door één afgesloten gang met elkaar verbonden zijn. Een ondergronds beekje dat uitmondt Kleine Gete loopt door de grotten. De grotten  zijn boogvormig uitgehouwen. Ze hebben een hoogte tussen 2 en 4 meters met uitschieters tot 8 meter. De als steun overblijvende pilaren staan op 2 tot 8 meter uit elkaar. De wanden vertonen veelvuldig houweelsporen van toen ze uitgehouwen werden.

Over ontstaan en ouderdom van de grotten zijn er geen geschreven bronnen of onderzoeken die hierover uitsluitsel geven. De grotten bestonden al voor 1606. Uit dat jaar is er een boek van Jean-Baptiste Gramaye waarin de “caverna subterranea” beschreven worden. De oudste inscriptie in de grotten draagt de datum 1771. 
De ondergrondse gangen zijn ontstaan door het ontginnen van het krijtgesteente, ook “mergel” genoemd. Dat kan gebruikt worden als bodemverbeteraar voor uitgemergelde akkers of bij de bouw toen er nog geen cement bestond. In het krijt komen silex- of vuurstenen voor, zoals gebruikt bij de bouw van hoeves en kerken in de streek. Voor welke toepassing de galerijen in Folx-les-Caves werden uitgehouwen staat niet vast.
Door de eeuwen heen werden de grotten gebruikt als opslagplaats. In oorlogsgewoel gebruikten de omwonenden ze als schuiloord. Tijdens de Franse bezetting tussen 1793 en 1797 waren de grotten een toevluchtsoord voor vervolgde priesters die er missen deden, waarvan twee uitgehouwen altaren overbleven.
Nog in de 19de eeuw werden er stenen ontgonnen in grotten. Er werd toen ook een brouwerij in ondergebracht en vanaf 1886 werden er champignons gekweekt. Later werd een deel ook als feestzaal gebruikt.

Cave Racourt werd sinds de 19de eeuw toeristisch uitgebaat maar is nu niet meer te bezoeken. Cave Bodart is aangekocht door de provincie Waals-Brabant. 

De grotten werden gebruikt voor opnamen van de jeugdserie 'Johan en de Alverman' (1965) en de film 'Alles moet weg' (1996). 

Sinds 1993 is de site beschermd als monument.

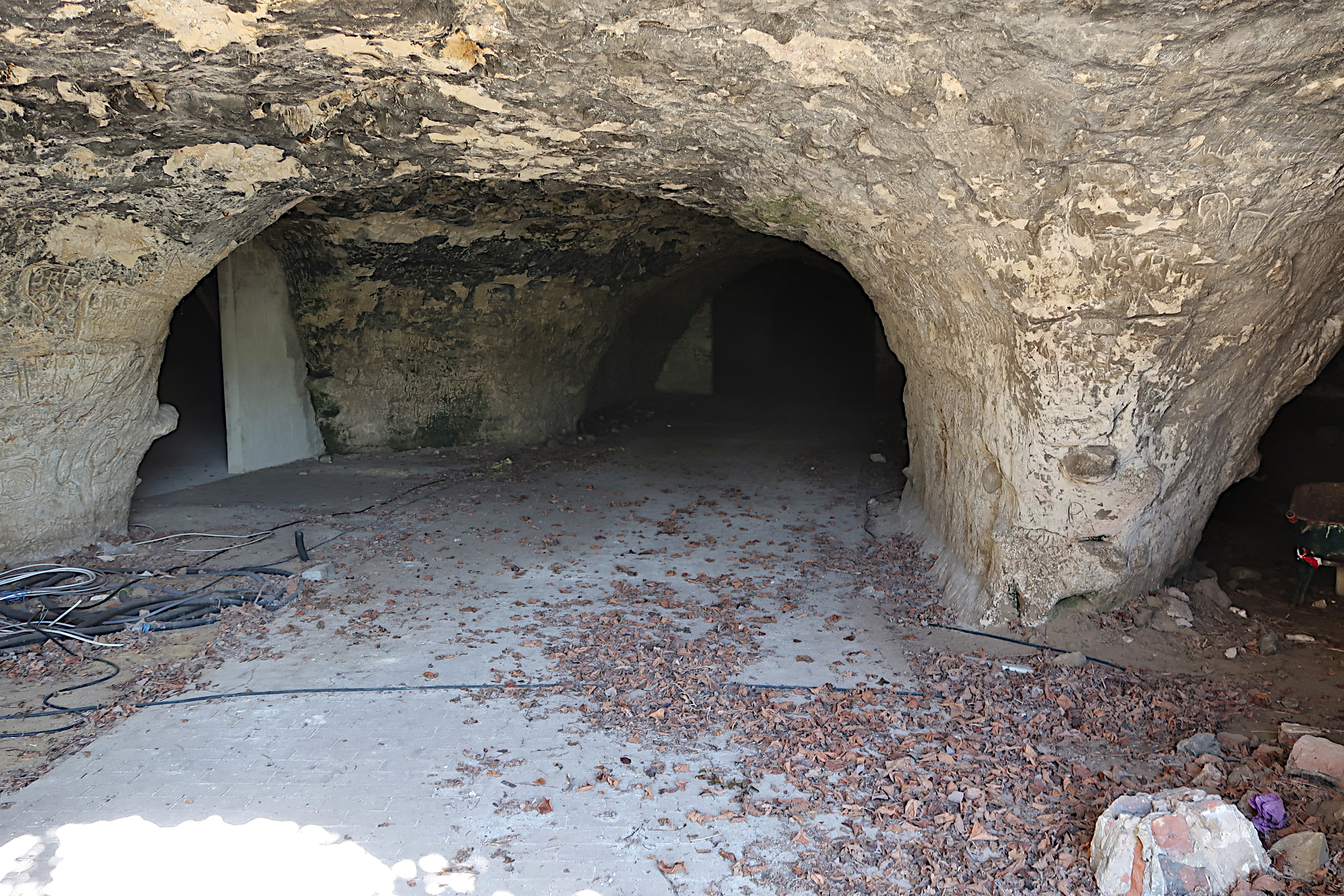
Ingang van Cave Bodart
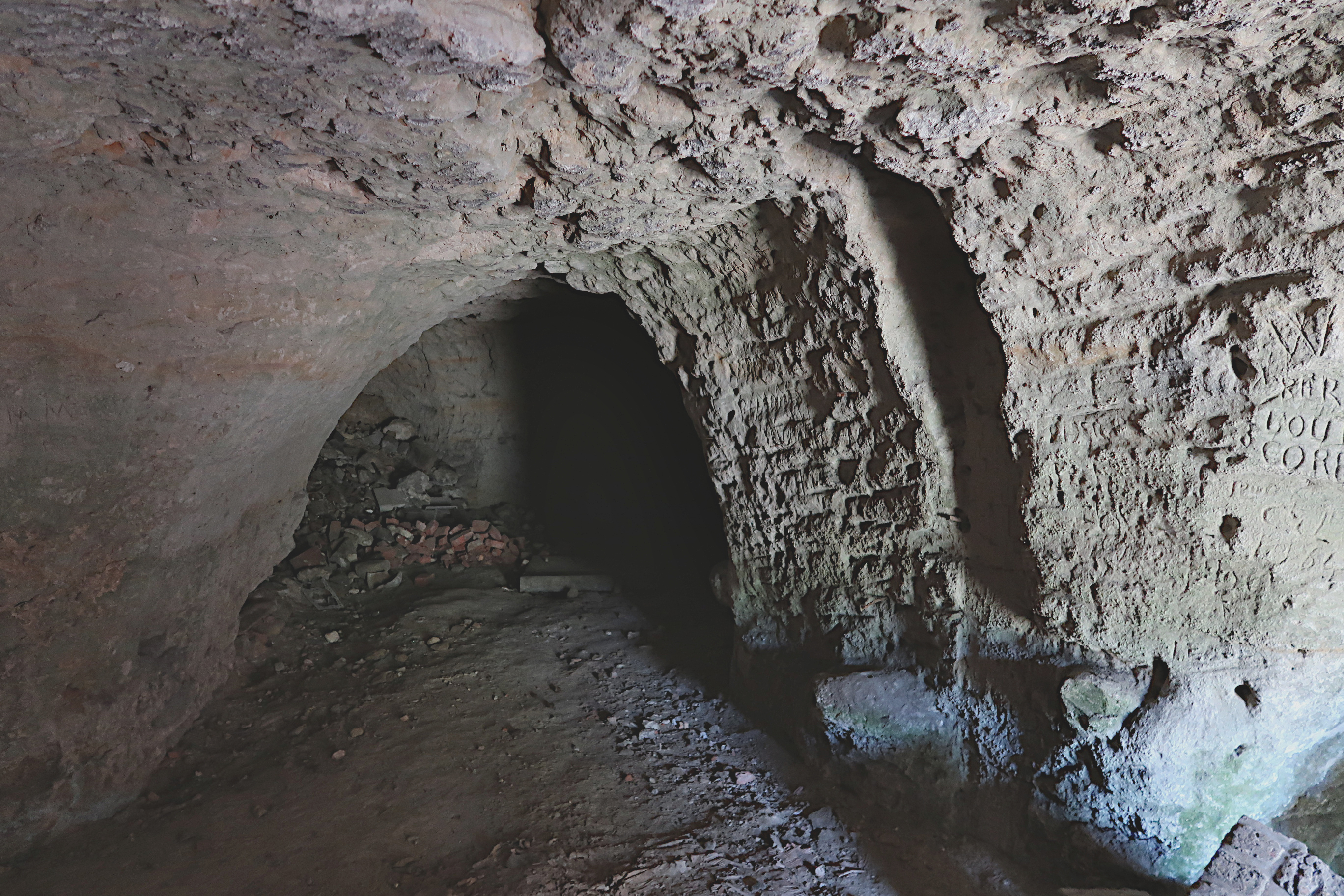
Cave Bodart
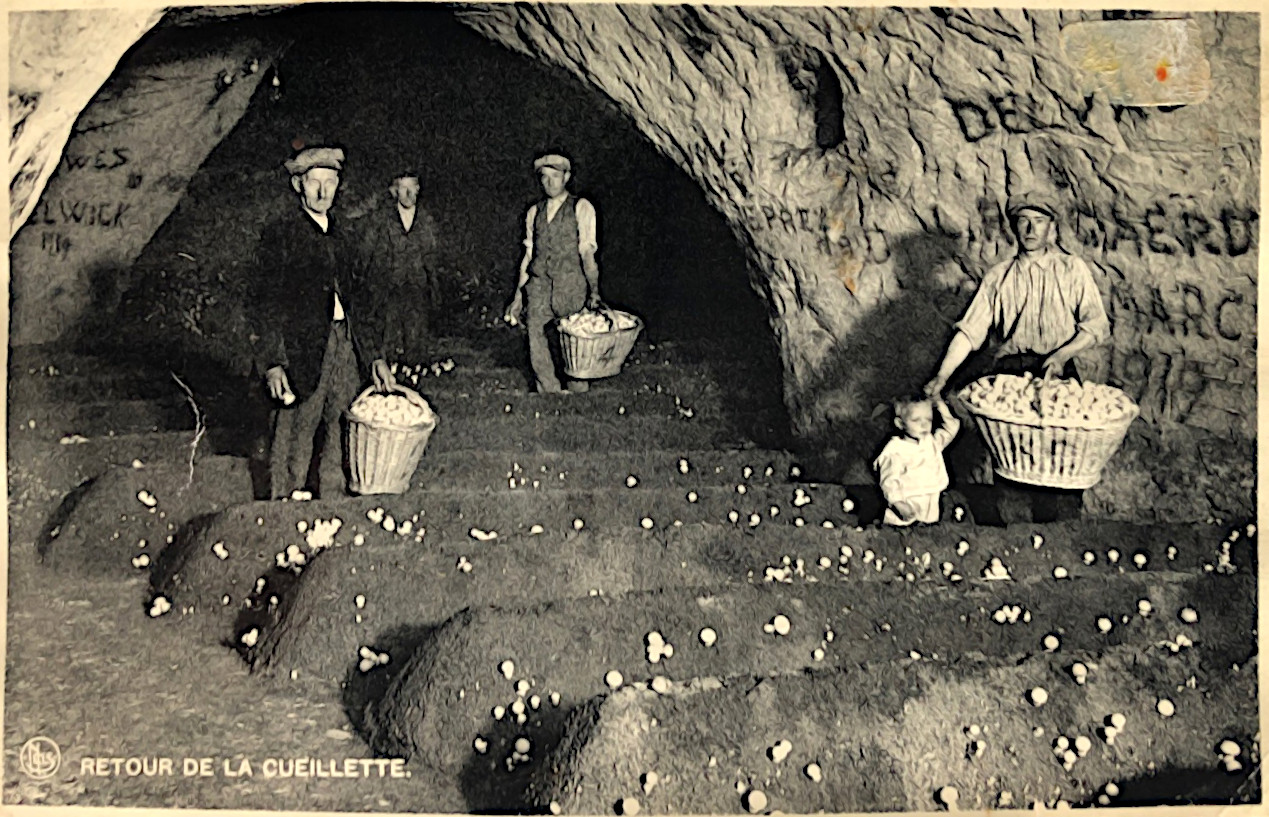
Vroegere champignonkweek